# Alexander von Dusch
Alexander von Dusch (Neustadt an der Haardt, 1789. január 27. – Heidelberg, 1876. október 27.) badeni államférfi.

## Élete
1805-től Collini nagybátyjának, a Badeni Nagyhercegség ügyvivőjének házában élt Párizsban, ahol különösen mennyiség- és természettannal valamint modern nyelvekkel foglalkozott, 1807–1810-ig pedig Heidelbergben tanult. 1815-től a badeni pénzügyi minisztériumban, 1818-tól 1825-ig pedig a külügy minisztériumban dolgozott. 1825-ben vám- és kereskedelmi szerződést kötött Svájccal, mire Bernbe nevezték ki követnek. 1834-ben müncheni követ lett; 1838-ban a frankfurti szövetséggyűlésre küldték és 1840-ben egyúttal rendkívüli belgiumi követté is kinevezték. 1843-ban külügyminiszter lett és mint ilyen szabadelvű, nemzeti irányt követett. Az 1849 májusi forradalom visszalépésre bírta, de 1850-ben megint bejutott a képviselőházba. 1851-ben gyengélkedése miatt képviselői mandátumáról lemondott, és Heidelbergben telepedett le, ahol irodalmi és művészeti hajlamainak élt. Eiselein közreműködésével kiadta Lesage Historischer Atlas című művét (Karlsruhe, 1825) és több cáfolatot Írt feleletül ultramontán röpiratokra. Ilyenek: Zur Pathologie der Revolutionen (1852); és Das Reich Gottes und Staat und Kirche (1854). A müncheni akadémia 1846-ban tiszteletbeli tagjává választotta.